# Kokap
Kokap ist ein Distrikt (Kecamatan) im Regierungsbezirks (Kabupaten) Kulon Progo der Sonderregion Yogyakarta im Süden der Insel Java. Der Kecamatan liegt im Westen und grenzt extern an die Kecamatan Bagelen (im Südwesten) und Kaligesing (im Nordwesten), beide vom Kabupaten Purworejo (Provinz Zentraljava). Mit drei weiteren internen Kecamatan bestehen ebenfalls gemeinsame Grenzen: Girimulyo im Nordosten, Pengashi im Osten und Temon im Süden. Ende 2021 zählte der Distrikt 36.175 Einwohner auf 73,60 km² Fläche.

## Verwaltungsgliederung
Der Kecamatan (auch Kapanewon genannt) gliedert sich in fünf Dörfer (Desa):
| PUM-Code 1    | Desa       | Fläche (km²) | Bevölkerung zur Volkszählung 2 | Bevölkerung zur Volkszählung 2 | Bevölkerung zur Volkszählung 2 | Bevölkerung zur Volkszählung 2 | Bevölkerung zur Volkszählung 2 | Bevölkerung zur Volkszählung 2 | Pend./ Dusun 4 | RW/ RT 5 |
| PUM-Code 1    | Desa       | Fläche (km²) | 002000                         | 002010                         | Männer                         | Frauen                         | 2020                           | Dichte 3                       | Pend./ Dusun 4 | RW/ RT 5 |
| ------------- | ---------- | ------------ | ------------------------------ | ------------------------------ | ------------------------------ | ------------------------------ | ------------------------------ | ------------------------------ | -------------- | -------- |
| 34.01.08.2001 | Hargomulyo | 15,21        | 7.148                          | 6.867                          | 3.918                          | 3.928                          | 7.846                          | 515,9                          | 11             | 34/117   |
| 34.01.08.2002 | Hargorejo  | 15,43        | 8.247                          | 8.253                          | 4.639                          | 4.781                          | 9.420                          | 610,3                          | 16             | 37/126   |
| 34.01.08.2003 | Hargowilis | 15,48        | 5.807                          | 5.614                          | 3.172                          | 3.166                          | 6.338                          | 409,5                          | 13             | 29/77    |
| 34.01.08.2004 | Kalirejo   | 12,96        | 5.007                          | 4.045                          | 2.355                          | 2.317                          | 4.672                          | 360,5                          | 9              | 24/79    |
| 34.01.08.2005 | Hargotirto | 14,72        | 6.737                          | 6.345                          | 3.446                          | 3.522                          | 6.968                          | 473,5                          | 14             | 30/70    |
| 34.01.08      | Kec. Kokap | 73,80        | 32.946                         | 31.124                         | 17.530                         | 17.714                         | 35.244                         | 477,6                          | 63             | 154/469  |

## Demographie
Grobeinteilung der Bevölkerung nach Altersgruppen (zum Zensus 2020)
| Altersgruppen | 00Männer | 00Frauen | zusammen |
| ------------- | -------- | -------- | -------- |
| 0 – 14        | 3.577    | 3.322    | 6.899    |
| 15 – 64       | 11.866   | 11.739   | 23.605   |
| 65+           | 2.087    | 2.653    | 4.740    |
| gesamt        | 17.530   | 17.714   | 35.244   |
| anteilig (%)  |          |          |          |
| 0 – 14        | 20,41    | 18,75    | 19,57    |
| 15 – 64       | 67,69    | 66,27    | 66,98    |
| 65+           | 11,91    | 14,98    | 13,45    |

### Bevölkerungsentwicklung
In den Ergebnissen der sieben Volkszählungen seit 1961 ist folgende Entwicklung ersichtlich:
| Einheit/Jahr     | 1961         | 1971         | 1980         | 1990         | 2000         | 2010         | 2020         |
| ---------------- | ------------ | ------------ | ------------ | ------------ | ------------ | ------------ | ------------ |
| Kec. Kokap       | 32.289       | 36.881       | 37.659       | 35.249       | 32.946       | 31.124       | 35.244       |
| Anteil in %      | 9,58         | 9,95         | 9,89         | 9,47         | 8,88         | 8,00         | 8,08         |
| Kab. Kulon Progo | 337.127      | 370.629      | 380.685      | 372.309      | 370.944      | 388.869      | 436.395      |
| Sonderregion DIY | 00 2.231.062 | 00 2.487.177 | 00 2.750.025 | 00 2.912.611 | 00 3.120.478 | 00 3.457.491 | 00 3.66.8719 |